# Лете (река)
Ле́те (итал. Lete) — река в коммуне Прата-Саннита, в регионе Кампания, Италия, длиной 20 километров, со средним расходом воды 119 литров в секунду.
Лете берет своё начало в карстовых пустотах горного массива Матеса в коммуне Летино на высоте 1028 метров над уровнем моря.
Пройдя через коммуны Прата-Саннита и Прателла, Лете впадает в реку Вольтурно, около Айлано.
Река Лете течёт под землей около 500 метров, образуя карстовые пещеры, а затем вновь появляется в долине Прата-Саннита, около средневекового замка Пандоне.
В Прателла есть завод по розливу воды из источников Лете. Начиная с XIX века, вода, собранная из этих источников в терракотовые амфоры, развозилась по всему региону Кампания. После того, как на рубеже XIX—XX веков, вода из источников Лете получила награды международного уровня, здесь и был построен завод по розливу воды в бутылки.
Лета (греч. Λήθη) согласно греческой и римской мифологии является рекой забвения.